# Neighborhoods
Neighborhoods —en español: Vecindarios— es el sexto álbum de estudio de la banda estadounidense de pop punk Blink-182. El álbum fue lanzado el 27 de septiembre de 2011 por los sellos discográficos DGC Records y Interscope Records. Este es su primer álbum tras ocho años, siendo el sucesor de Blink-182 publicado en el año 2003. La grabación del mismo comenzó en 2009, tras cuatro años de «descanso indefinido» comenzados en 2005. Debido a varios conflictos internos, la banda decidió entrar en hiato, y en él los integrantes de la banda crearon varios proyectos paralelos como: +44, Angels & Airwaves y TRV$DJAM. Después de dos tragedias por separadas que tenían como relación a la banda, los miembros de Blink-182 decidieron reunirse a principios de 2009. Neighborhoods es el primer álbum producido por ellos mismos, esto debido a la muerte del productor y «cuarto miembro de la banda» Jerry Finn, quien había producido todos sus álbumes desde 1999.
La autonomía de la banda en el estudio, las giras, los mánagers y los proyectos personales, obstruyeron el proceso de grabación. Pese a que varios demos fueron registrados en 2009, la grabación no comenzó hasta junio de 2010. En abril de 2011, la banda se vio obligada a cancelar la gira europea porque la grabación del álbum estaba tomando más tiempo de lo esperado. Como resultado Geffen Records dio a la banda hasta el 31 de julio como fecha límite para entregalo. La banda exploró muchas técnicas experimentales durante las sesiones de grabación, pero ellos quisieron mantener una sensibilidad pop. El trío escribió letras oscuras sobre temas tales como el aislamiento, la confusión y la muerte. En este álbum su inspiración fue los diversos gustos musicales de cada miembro para formar un sonido único.
Para promocionar el álbum, se lanzaron dos sencillos antes de su lanzamiento. El primero de ellos, «Up All Night», se estrenó por primera vez el 14 de julio de 2011, en la emisora de radio KROQ de Los Ángeles, y fue lanzado en forma digital dos días después (16 de julio de 2011) en iTunes. El segundo sencillo fue «After Midnight», siendo lanzado el 6 de septiembre de 2011 solo en estaciones de radio estadounidenses. El álbum debutó en el puesto número dos, en la lista Billboard 200 con 151 000 copias vendidas en la primera semana. En su segunda semana descendió ocho posiciones al puesto número diez con 31 000 ventas. Para diciembre de 2011 ya había vendido 259 000 copias en Estados Unidos

## Antecedentes

### Pausa indefinida

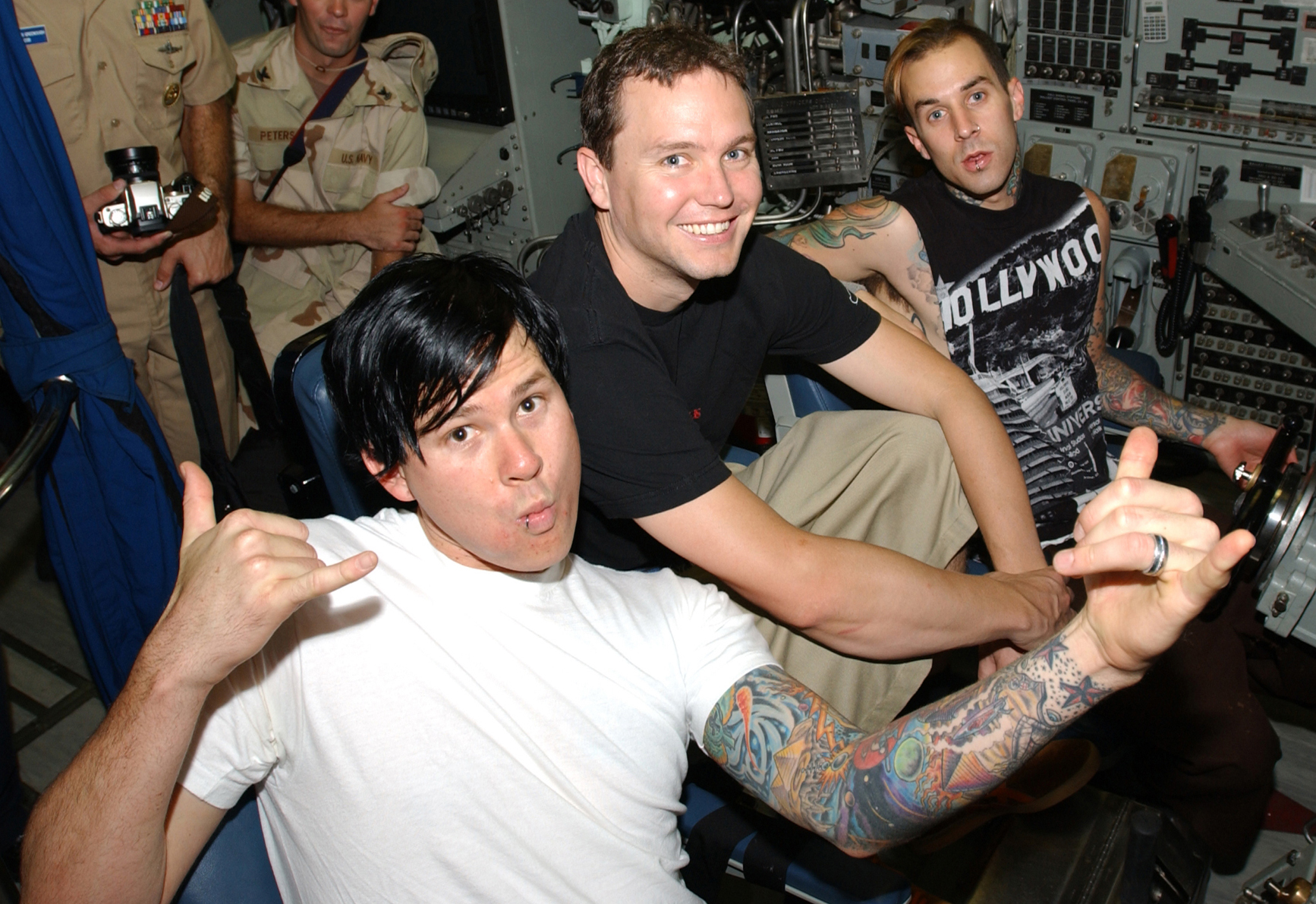
Después del accidente aéreo casi fatal de Barker, DeLonge le envió a Barker esta foto de 2003 de la banda a bordo de un submarino en el Medio Oriente, recordándole "quiénes éramos"

Blink-182 anunció el 22 de febrero de 2005 que se tomarían una «pausa indefinida». Todo el revuelo comenzó a surgir a fines de 2004 entre los miembros de la banda. Tom DeLonge expresó su deseo de cancelar la próxima gira y tomarse medio año de descanso. A fines del mismo año, en una reunión de la banda que justamente coincidía con el inicio del final de la gira europea, Tom DeLonge dijo que quería pasar más tiempo con su familia, además de no tener interés en grabar otro álbum. Durante los siguientes seis meses, el bajista Mark Hoppus, expresó su pretensión por tocar en el Music for Relief —una organización de caridad fundada por la banda Linkin Park— para ayudar a las víctimas del terremoto del 2004 en el Océano Índico, ellos no tocaron debido a los conflictos internos de la banda. Aún más las tensiones, el mánager de Blink-182 —Rick DeVoe— llamó a Hoppus y al baterista Travis Barker, para decirles que Tom DeLonge había dejado la banda diciendo: «As of today, Tom DeLonge is no longer a member of Blink-182» —en español: A día de hoy, Tom DeLonge ya no es miembro de Blink-182. Jordania Schur, el expresidente de Geffen Records, le manifestó a Barker que: «Toda la prensa lo hace, asegúrense de decir que todo está bien», optando por otorgar una «pausa indefinida» en vez de una declaración de ruptura.
En abril de 2005, Mark Hoppus y Travis Barker anunciaron que habían formado una nueva banda llamada +44. Mientras tanto, Tom DeLonge había desaparecido del ojo público, por lo que no hizo apariencias y no concedió ninguna entrevista, DeLonge estuvo en silencio hasta el 16 de septiembre de 2005, cuando anunció su proyecto Angels and Airwaves, prometiendo «la más grande revolución del rock and roll de esta generación».
En 2006, +44 finalmente grabó y lanzó su álbum debut When Your Heart Stops Beating. Este mismo se basó principalmente en los sentimientos de resentimiento hacia la ruptura, el álbum cuenta con una canción llamada «No, It Isn't» que fue dirigida hacia Tom DeLonge. Angels & Airwaves también lanzó su álbum debut en 2006, titulado We Don't Need to Whisper, hasta la fecha, la banda lleva lanzados cuatro álbumes de estudio. En julio de 2008 el exproductor de Blink-182, «Jerry Finn», que había producido cada álbum de la banda desde Enema of the State —así como el álbum debut de +44—, sufrió una hemorragia cerebral, en agosto fue sacado del soporte de vida y murió el 21 de agosto a los 39 años. Mark Hoppus expreso sus sentimientos en su blog, diciendo: «...Me siento bendecido por haber trabajado y aprendido mucho de él, pero sobre todo, para mí fue un honor llamarlo mi amigo, Jerry, ya te echo de menos».
En junio de 2011, DeLonge tuvo una entrevista con BBC Radio 1, en ella reconoció que la ruptura de la banda fue «estúpida» porque no había ningún motivo para hacerlo, entre bromas dijo: «Nadie se acostó con la mujer de nadie ni nada parecido». Luego explicó que la ruptura de Blink-182 pudo haber sido por el negocio que se creó alrededor del grupo, ya que la banda estaba ganando mucha fama.

### Reunión
Pasada la medianoche del 19 de septiembre de 2008, Travis Barker y Adam Goldstein —DJ AM— estuvieron involucrados en un accidente aéreo que mató a cuatro personas entre ellos estaban Chris Baker —asistente de Travis Barker— y su guardaespaldas Charles Still. Barker y DJ AM estuvieron heridos con quemaduras de segundo y tercer grado en el aeropuerto de Carolina del Sur. El avión, con seis personas a bordo y con destino a Van Nuys, California, estaba por despegar cuando las autoridades de la torre de control vieron chispas en el avión. El accidente dio lugar a dieciséis intervenciones quirúrgicas, 48 horas de transfusión de sangre y Barker desarrolló un trastorno postraumático. Inmediatamente los incidentes catastróficos levantaron rumores de una posible reunión de Blink-182. Mark Hoppus fue alertado sobre el accidente con una llamada telefónica en medio de la noche y subió en el siguiente vuelo al centro de quemaduras. Tom DeLonge se enteró a través de las noticias de televisión en un aeropuerto mientras esperaba para abordar un vuelo. Aterrizó y le envió una carta y dos fotografías a Travis: la primera foto era Blink-182 en un submarino en Medio Oriente, y otra era de sí mismo con sus dos hijos. En noviembre de 2008 Mark Hoppus dijo que:

«En la mitad de todo lo que ha ocurrido últimamente, Tom, Travis y yo hemos vuelto a hablar juntos. Primero por llamadas telefónicas, y hace unas semanas estuvimos juntos por unas pocas horas. Ha sido genial, conversaciones muy positivas. Nos estamos reconectando como amigos después de cuatro años de no hablarnos. Es algo muy bueno. Obviamente la primera pregunta que muchas personas se harán es: ¿Esto significa que habrá una reunión de Blink-182?. La respuesta es que ninguno de nosotros lo sabe. No hemos hablado de eso para nada. Ahora mismo es bueno para los tres vernos, juntarnos y dejar el pasado en el pasado».
Mark Hoppus

A principios de 2009, Mark tuvo una entrevista con MTV en la que dijo: «...Hablo aquí por mi mismo, estamos en este momento volviendo a ser amigos. Ninguno de nosotros sabe exactamente lo que va a pasar. Se que todo el mundo esta muy feliz por que nosotros volvemos a hablar, reír y dejar que el pasado siga siendo el pasado. Pero estamos reencontrandonos después de una separación muy dura, mucha ira y frustración entre sí, además de cuatro años sin hablarnos. Y creo que tenemos que volver a un cierto punto como amigos antes de que pueda haber una etapa de nuevo juntos, porque siempre se basa en todo eso. El futuro está abierto... Antes de hablar de una reunión, tenemos que volver a ese punto de nuevo. En realidad, tendríamos que ir más allá de ese punto donde lo mejor de Blink-182 entró en vigor. Siempre he pensado que cada uno de los tres aporto algo único y especial a las canciones».

## Grabación y producción

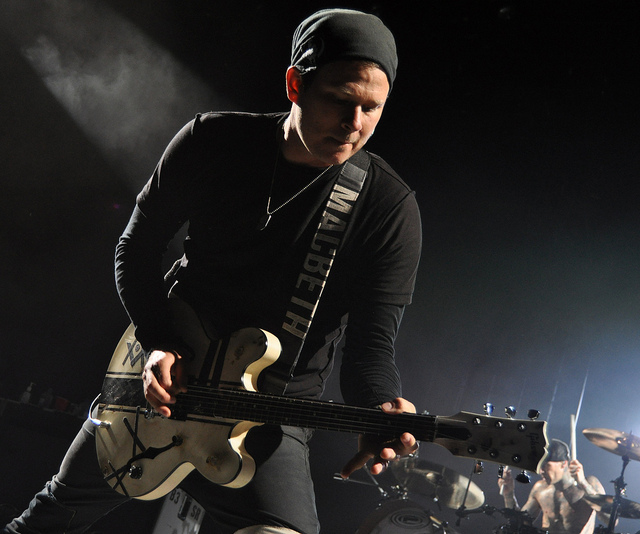
Barker acusó posteriormente a DeLonge (en la foto) de no "preocuparse" por el álbum o escuchar sus mezclas finales.

La banda comenzó a grabar demos en 2009. Inicialmente los tres miembros llevaron ideas para las canciones que iban a trabajar durante los años de producción. A medida que la banda volvió a reunirse Travis Barker dijo que el trío «se inspiró» inmediatamente en la práctica de escucharlas sus viejas canciones, debido a ello todos decidieron grabar demos. Entre esos demos, tres estaban en producción y uno estaba casi terminado —«Up All Night»—. Blink-182 quería lanzarlo como sencillo en 2009, pero pronto se dieron cuenta de que era demasiado ambicioso terminarlo antes de su gira de reunión que comenzaba en julio. Las sesiones de grabación fueron paralizadas por la gira de verano en 2009, durante el cual la banda volvió a conectarse musicalmente y emocionalmente con los fanes. Durante la gira, Barker recibió una llamada telefónica en la cual le dijeron que DJ AM había muerto en Nueva York por una sobredosis, esta noticia lo llegó a afectar fuertemente. Además de la tragedia de DJ AM, DeLonge fue diagnosticado con cáncer de piel en el año 2010, pero finalmente fue absuelto.
El álbum fue grabado en el estudio de Tom DeLonge en San Diego y en Los Ángeles por Mark Hoppus y Travis Barker. La demora del álbum se debió a que los miembros de Blink-182 de alguna manera optaron por trabajar en esta ocasión solos y ocasionalmente juntos, en un par de estudios de California, eso tenía que ver con la apretada agenda de cada miembro de la banda, en una entrevista con Alternative Press en 2011 Mark confesó que:

«Grabar en estudios separados fue realmente más idea de Tom que de Travis o mía, pero era la realidad de cómo debíamos trabajar en este álbum, para poder llevarlo a un lugar donde pudiéramos trabajar en él a nuestra manera y continuar colaborando con la banda. Además, Travis estaba con su disco en solitario, Tom con todo lo relacionado con Angels and Airwaves y yo haciendo el programa de TV —Hoppus on Music— en Fuse, así que esta es la realidad de cómo tiene que trabajar Blink-182 ahora. Creo que definitivamente era un gran reto para nosotros como banda pero creo que es un reto que hemos conseguido, y ahora es parte de nuestra forma de trabajar».
Mark Hoppus

En junio y julio de 2010 la banda pasó un tiempo en el estudio escribiendo y grabando nuevas canciones. A principios de 2011 Travis Barker fue a una gira, en apoyo de su álbum en solitario, Give the Drummer Some. Mientras que Tom DeLonge y Mark Hoppus continuaban trabajando en Los Ángeles, Barker se comunicaba con Hoppus a través de correo electrónico. Bajo presión, la banda emitió un comunicado en abril que efectivamente se veían obligados a reprogramar todas las fechas de la gira europea debido a la prolongada grabación del álbum. El comunicado decía: «Cuando hicimos la reserva de la gira el año pasado, estábamos seguros de que íbamos a tener el nuevo álbum antes del verano. Resulta que nos equivocamos, ya que el álbum está tomando más tiempo de lo que pensábamos». En respuesta, Geffen Records les dio el 31 de julio de 2011 como fecha límite para entregar el álbum. DeLonge bromeó diciendo que, «Probablemente en realidad conduciremos a la casa del presidente de Geffen a las dos de la mañana y pondremos la mano a través de la ventana de su habitación en el último minuto». En mayo la banda todavía estaba escribiendo y grabando, DeLonge dijo al respecto: «Pensamos que se está acercando el final y literalmente hace una semana que bombea un conjunto de cosas que creo que será de lo mejor en el álbum».
Neighborhoods es el primer álbum auto-producido debido a la muerte del productor Jerry Finn en 2008. No sólo Jerry Finn fue el productor de sus últimos tres álbumes de estudio sino que él sirvió como un miembro valioso para la banda. Mark Hoppus dice: «Honestamente, todavía se siente como si estuviera en el estudio con nosotros, porque para mí, personalmente, todo lo que estaba a punto de grabar y estar en un estudio lo aprendi de Jerry». En Lugar de un productor, la banda decidió que cada uno debía tener su propio ingeniero. Las sesiones del álbum fueron parcialmente documentada en el Blinkumentary. En una entrevista con Tom Delonge en agosto de 2011 dijo que «Up All Night» no suena como todo el álbum: «No todo, porque hay mucha diversidad. Hay canciones que son un retroceso a los 90', hay algunas cosas experimentales, hay algunas cosas que suenan como lo que hacemos en nuestros trabajos paralelos. Si tomas todo lo que hacemos como artistas individuales y lo pones en una gran lata, lo agitas y después lo sirves, está todo ahí».

## Recepción

### Crítica
El álbum fue recibido positivamente por la mayoría de los críticos, basado en dieciocho revisiones, obtuvo una puntuación de 69 sobre 100 en el sitio web Metacritic. La primera revisión del álbum la dio James Montgomery de MTV. Él habló sobre la lírica de Neighborhoods como la más triste que hayan escrito hasta el momento, «todo esta atormentado por fantasmas reales, —la depresión, adicción y pérdida— como se ha imaginado». «El tema sobre la muerte es casi constante en la mayoría de las canciones». «Del lado musical es prácticamente "nocturno", la fusión de los prósperos toques electrónicos de Mark Hoppus y Barker llevados a cabo en +44, y la grandeza del "lázer ligero" de Tom DeLonge en Angels & Airwaves, crea un sonido que recuerda más que nada a las calles oscuras, como en la portada del álbum (el callejón sin salida iluminado por el farol)». «Dicho esto, Blink-182 todavía sabe escribir muy buenos coros, y también se nota en los acordes, hay mucho de todo esto en Neighborhoods». «El álbum es profundamente oscuro, un esfuerzo francamente autobiográfico y cuando Mark Hoppus canta "Un momento, lo peor está por venir" (en «MH 4.18.2011»), usted realmente no le crea, lo peor ha pasado, y estará todo bien de aquí en adelante». El crítico Kyle Anderson de la revista Entertainment Weekly le dio al álbum una crítica mixta, diciendo: «lo mejor de Neighborhoods —su primer disco en ocho años— no hacen más que recordar los triunfos del pasado». «Las letras se centran en seguir adelante, pero su música parece que no puede romper la cuerda de ayer». El crítico Scott Heisel de Alternative Press dijo que lo que se puede ver claramente en Neighborhoods es que los miembros de Blink-182 están siendo capaces de escribir buenas canciones, pero sin una fuerte influencia exterior (es decir, un productor) y no el deseo real o posible de trabajar constantemente en la misma habitación con los otros. En última instancia, Neighborhoods es una entrada un poco torpe en el catálogo de la banda, que muestra tanto potencial como defectos. Pero así como para Taking Back Sunday ha sido difícil el regreso con su nuevo álbum a principios de este año, no puedo dejar de pensar que este álbum tenía que sonar como esto con el fin de poder seguir adelante y crecer juntos de nuevo. El crítico Chad Grischow de IGN llamó a Neighborhoods un «álbum de rock sorprendentemente genial» en el que la banda «choca contra un brote de crecimiento artístico», que se resume como «el álbum más maduro, gratificante, y lo mejor de su carrera».

### Comercial
En Estados Unidos el álbum debutó en el número dos en el Billboard 200, con 155 000 copias vendidas en la primera semana, por detrás del rapero J. Cole que logró vender 218 000 copias. Durante se segunda semana en el Billboard 200 descendió ocho posiciones al puesto N.º 10 y con respecto a las ventas, tuvieron un descenso del 80% con 31 000 copias vendidas. En Europa logró posicionarse dentro de los 10 primeros puestos en: Alemania, Austria, Croacia, República Checa y Escocia. En Reino Unido logró vender 23 202 copias y posicionarse en el puesto N.º 6 ya en la segunda semana se colocó en la posición N.º 21. En Canadá debutó en el N.º 2 con 15 000 copias en la primera semana.

### Reconocimientos
| Año  | Publicación  | País           | Elogio                   | Posición | Ref.   |
| ---- | ------------ | -------------- | ------------------------ | -------- | ------ |
| 2011 | AbsolutePunk | Estados Unidos | Top 30 Albums of 2011    | 4        | [ 43 ] |
| 2011 | AbsolutePunk | Estados Unidos | Favorite Albums of 2011  | 10       | [ 44 ] |
| 2011 | PopMatters   | Estados Unidos | Top Ten Pop-Punk of 2011 | 3        | [ 45 ] |

## Promoción

### Neighborhoodstour
Las fechas para la gira europea de 2011 estabas programadas para junio, pero debido al gran falta de tiempo para poder terminar el álbum las fechas se pospusieron para 2012. Tras la cancelación de la gira europea, la banda comenzó una gira por Estados Unidos, en el Honda Civic Tour junto a My Chemical Romance. El primer concierto después de un año sin estar de gira fue en Holmdel, Nueva Jersey el 5 de agosto de y en él se tocaron 4 nuevas canciones del álbum Neighborhoods: «Ghost On The Dance Floor», «After Midnight», «Up All Night» y
«Heart's All Gone». El grupo se presentó en octubre de 2011 en el Voodoo Experience Festival.

### Sencillos
El primer sencillo «Up All Night» fue la primera canción creada por la banda después de su separación y tras ocho años sin nueva música. La canción esta fuertemente influenciada por los proyectos paralelos de la banda: +44, Angels & Airwaves y Box Car Racer, también se le puede notar un estilo similar a su último álbum homónimo Blink-182. «Up All Night» fue lanzada de forma digital el 16 de julio de 2011 y en las radios el 14 de julio. La mayoría de los críticos musicales recibieron a la canción positivamente, algunos críticos la catalogaron como una canción lejos del género habitual de Blink-182 como es el pop punk, pero si como rock de estadio, eso se debe a que el riff de la canción es más pesado que cualquier otra canción que haya creado Blink. «Up All Night» debutó en la lista de Alternative Songs en la posición n°25, su mejor debut junto a First Date en 2001. La canción ascendió rápidamente en su siguiente semana a la posición n°10, ya en la séptima semana había logrado entrar en el top 3 detrás de «The Adventures of Rain Dance Maggie» de Red Hot Chili Peppers y «Walk» de Foo Fighters. En Estados Unidos durante la semana debut, logró entrar en la lista Billboard Hot 100, el conteo más importante del país, en el puesto número 86, en la semana entrante logró la máxima posición n°65. El sencillo no tuvo tanto éxito en países extranjeros como sencillos anteriores, solo entrando a las listas de Australia, Canadá, Reino Unido y Escocia.
El 6 de septiembre de 2011 lanzaron a través de una página exclusivamente para su segundo sencillo «After Midnight» en ella podías descargarlo gratuitamente solo si en el cronómetro le dabas un clic justo al número 182. La canción fue estrenada en la radio el mismo día del lanzamiento en Zane Lowe's BBC Radio 1. En la semana debut del álbum, la canción fue la única que logró escalar dentro de las 30 primeras posiciones en iTunes, con lo que logró entrar al Billbaord Hot 100 en la posición N.º 88.

## Título y portada del álbum
Mark Hoppus dijo a través de un correo electrónico a MTV: «a medida que Blink-182 se fue reformando, nos dimos cuenta de que, Travis, Tom y yo, somos personas muy diferentes, con gustos muy diferentes. Travis acaba de publicar un álbum de hip-hop, Tom siempre habla de U2, Coldplay y The Police, y yo escucho 'indie rock». «Cada uno tiene una estética muy diferente, el talento, el sonido de la banda y las diferencias entre nuestras ideas, la lucha y el borde de todas las diferentes direcciones, es donde las cosas buenas suceden cuando escribimos juntos». «Así que estamos cada uno como en diferentes barrios (neighborhoods) de la ciudad. Todos piensan en algo único de sí mismos cuando escuchan la palabra Neighborhoods». «Para algunos es una gran ciudad, para otros una pequeña ciudad, y otros piensan en los suburbios. El mundo es grande, emocionante y diferente. Eso es lo que Neighborhoods significa para mí».
En junio de 2011 sonaba el rumor de que el pintor y novelista David Choe, el mismo creador de la portada del álbum Give the Drummer Some (álbum solitario de Travis) y del primer sencillo del álbum Neighborhoods «Up All Night», sería el creador de la portada del disco. Más tarde se desmintió y se dijo que sólo había creado la de «Up All Night». El martes 2 de agosto de 2011 fue publicado en el sitio web Buzznet una parte de la carátula del álbum, el miércoles idolator.com mostró la segunda parte y el jueves AbsolutePunk.net completó con la tercera parte la totalidad de la portada. La portada del álbum es totalmente en blanco y negro, cuenta con el logo de la banda que está escrito en la parte superior de un horizonte de la ciudad. El logotipo también ha sido actualizado desde el estilo de pintado de su último lanzamiento a uno más clásico con letras en negrita. La tradición de poner una letra en la portada del disco (en orden alfabético) sigue vigente en Neighborhoods. La tapa del álbum contiene muchos nombres de gente cercana a la banda, incluyendo Chloe (mascota de DeLonge), Ava y Jon (Ava Elizabeth hija de DeLonge y su hijo Jonas Rocket), Jack (el hijo de Hoppus), Alabama y Ati (Alabama hija de Barker y Atiana hijastra), G! (Mike Giant, diseñador de la portada), y por último un homenaje a DJ AM.

## Lista de canciones
- Edición estándar

| Neighborhoods |                            |                |          |  |
| N.º           | Título                     | Cantante(s)    | Duración |  |
| 1.            | «Ghost on the Dance Floor» | DeLonge        | 4:17     |  |
| 2.            | «Natives»                  | DeLonge/Hoppus | 3:55     |  |
| 3.            | «Up All Night»             | DeLonge/Hoppus | 3:20     |  |
| 4.            | «After Midnight»           | DeLonge/Hoppus | 3:25     |  |
| 5.            | «Heart's All Gone»         | Hoppus         | 3:15     |  |
| 6.            | «Wishing Well»             | DeLonge        | 3:20     |  |
| 7.            | «Kaleidoscope»             | Hoppus/DeLonge | 3:52     |  |
| 8.            | «This Is Home»             | DeLonge        | 2:46     |  |
| 9.            | «MH 4.18.2011»             | Hoppus         | 3:27     |  |
| 10.           | «Love Is Dangerous»        | DeLonge/Hoppus | 4:27     |  |
| 36:04         |                            |                |          |  |

- Edición de lujo

| Neighborhoods Deluxe |                                |                |          |  |
| N.º                  | Título                         | Cantante(s)    | Duración |  |
| 1.                   | «Ghost on the Dance Floor»     | DeLonge        | 4:17     |  |
| 2.                   | «Natives»                      | DeLonge/Hoppus | 3:55     |  |
| 3.                   | «Up All Night»                 | DeLonge/Hoppus | 3:20     |  |
| 4.                   | «After Midnight»               | DeLonge/Hoppus | 3:25     |  |
| 5.                   | «Snake Charmer»                | DeLonge        | 4:27     |  |
| 6.                   | «Heart's All Gone – Interlude» |                | 2:02     |  |
| 7.                   | «Heart's All Gone»             | Hoppus         | 3:15     |  |
| 8.                   | «Wishing Well»                 | DeLonge        | 3:20     |  |
| 9.                   | «Kaleidoscope»                 | Hoppus/DeLonge | 3:52     |  |
| 10.                  | «This Is Home»                 | DeLonge        | 2:46     |  |
| 11.                  | «MH 4.18.2011»                 | Hoppus         | 3:27     |  |
| 12.                  | «Love Is Dangerous»            | DeLonge/Hoppus | 4:27     |  |
| 13.                  | «Fighting the Gravity»         | Hoppus         | 3:42     |  |
| 14.                  | «Even If She Falls»            | DeLonge        | 3:00     |  |
| 49:15                |                                |                |          |  |

.

## Posicionamiento en listas

### Semanales
| Alemania          | German Albums Chart      | 6  |
| Australia         | Australian Albums Chart  | 2  |
| Austria           | Austrian Albums Chart    | 7  |
| Bélgica (Flandes) | Belgian Albums Chart     | 21 |
| Bélgica (Valonia) | Belgian Albums Chart     | 34 |
| Canadá            | Canadian Albums Chart    | 2  |
| Escocia           | Scottish Albums Chart    | 5  |
| España            | Spanish Albums Chart     | 31 |
| Estados Unidos    | Alternative Albums       | 1  |
| Estados Unidos    | Billboard 200            | 2  |
| Estados Unidos    | Digital Albums           | 2  |
| Estados Unidos    | Rock Albums              | 1  |
| Francia           | French Albums Chart      | 33 |
| Irlanda           | Irish Albums Chart       | 12 |
| Italia            | Italian Albums Chart     | 11 |
| Japón             | Japanese Albums Chart    | 10 |
| México            | Mexican Albums Chart     | 15 |
| Noruega           | Norwegian Albums Chart   | 26 |
| Nueva Zelanda     | New Zeland Albums Chart  | 3  |
| Países Bajos      | Netherlands Albums Chart | 58 |
| Reino Unido       | UK Albums Chart          | 6  |
| Reino Unido       | UK Rock & Metal Albums   | 1  |
| República Checa   | Czech Albums Chart       | 7  |
| Suecia            | Swedish Albums Chart     | 32 |
| Suiza             | Swiss Albums Chart       | 11 |

### Sucesión en listas
| Predecesor: Pearl Jam Twenty de Pearl Jam  | Alternative Albums — Álbum número uno 15 de octubre de 2011 — 22 de octubre de 2011 | Sucesor: Metals de Feist                       |
| Predecesor: The Reckoning de Needtobreathe | Rock Albums — Álbum número uno 15 de octubre de 2011 — 22 de octubre de 2011        | Sucesor: People and Things de Jack's Mannequin |

### Anuales
| Año  | País      | Lista                   | Posición |
| ---- | --------- | ----------------------- | -------- |
| 2011 | Australia | Australian Albums Chart | 88       |

### Certificaciones
| País      | Organismo certificador | Certificación | Ventas certificadas | Ref.   |
| --------- | ---------------------- | ------------- | ------------------- | ------ |
| Australia | ARIA                   | Oro           | 35 000              | [ 75 ] |

## Historial de lanzamiento
| País           | Fecha                    | Formato              | Ref.   |
| -------------- | ------------------------ | -------------------- | ------ |
| Alemania       | 23 de septiembre de 2011 | CD, descarga digital | [ 76 ] |
| Australia      | 23 de septiembre de 2011 | CD, descarga digital | [ 77 ] |
| Austria        | 23 de septiembre de 2011 | CD, descarga digital | [ 78 ] |
| Bélgica        | 23 de septiembre de 2011 | CD, descarga digital | [ 79 ] |
| España         | 23 de septiembre de 2011 | CD, descarga digital | [ 80 ] |
| Finlandia      | 23 de septiembre de 2011 | CD, descarga digital | [ 81 ] |
| México         | 23 de septiembre de 2011 | CD, descarga digital | [ 82 ] |
| Francia        | 26 de septiembre de 2011 | CD, descarga digital | [ 83 ] |
| Reino Unido    | 26 de septiembre de 2011 | CD, descarga digital | [ 84 ] |
| Canadá         | 27 de septiembre de 2011 | CD, descarga digital | [ 85 ] |
| Estados Unidos | 27 de septiembre de 2011 | CD, descarga digital | [ 86 ] |
| Italia         | 27 de septiembre de 2011 | CD, descarga digital | [ 87 ] |
| Suiza          | 27 de septiembre de 2011 | CD, descarga digital | [ 88 ] |

## Créditos y personal
| - Blink-182: producción, composición. - Neal Avron: mezcla. - Critter: coproducción. - Dennis Dennehy: publicidad. - Scott Enright: coordinador de A&R. - Nicolas Fournier: asistente de mezcla. - Brian Frank: marketing. - Paul Frye: asistente de mezcla. - Mike Giant: ilustración. - Femio Hernández: asistente de mezcla. - Chris Holmes: mezcla, coproducción. - James Ingram: ingeniería. | - Daniel Jensen: técnico de batería. - Martin Kierszenbaum: A&R. - Paul Lamalfa – asistente en ingeniería. - Tom Lord-Alge: mezcla. - Roger Joseph Manning, Jr.: teclado. - Justine Massa: coordinador creativo. - Estevan Oriol: fotografía. - Robert Ortiz: técnico de bajo. - Paul Suárez: pro tools. - Doug Reesh: técnico de guitarra. - Andy Wallace: mezcla. - Liam Ward: diseño y presentación. |

Fuente: Allmusic y Discogs.